# Campano da Novara
Campano di Novara, o Giovanni Campano (Novara, 1220 – Viterbo, 1296), è stato un matematico, astronomo e astrologo italiano.

## Biografia
Tra i più importanti scienziati e matematici del secolo XIII (anche Ruggero Bacone lo citò come uno dei più grandi matematici a lui contemporanei), Campano è conosciuto anche come Johannes Campanus (che è tuttavia anche il nome di un Johannes Campanus anabattista belga del Cinquecento).

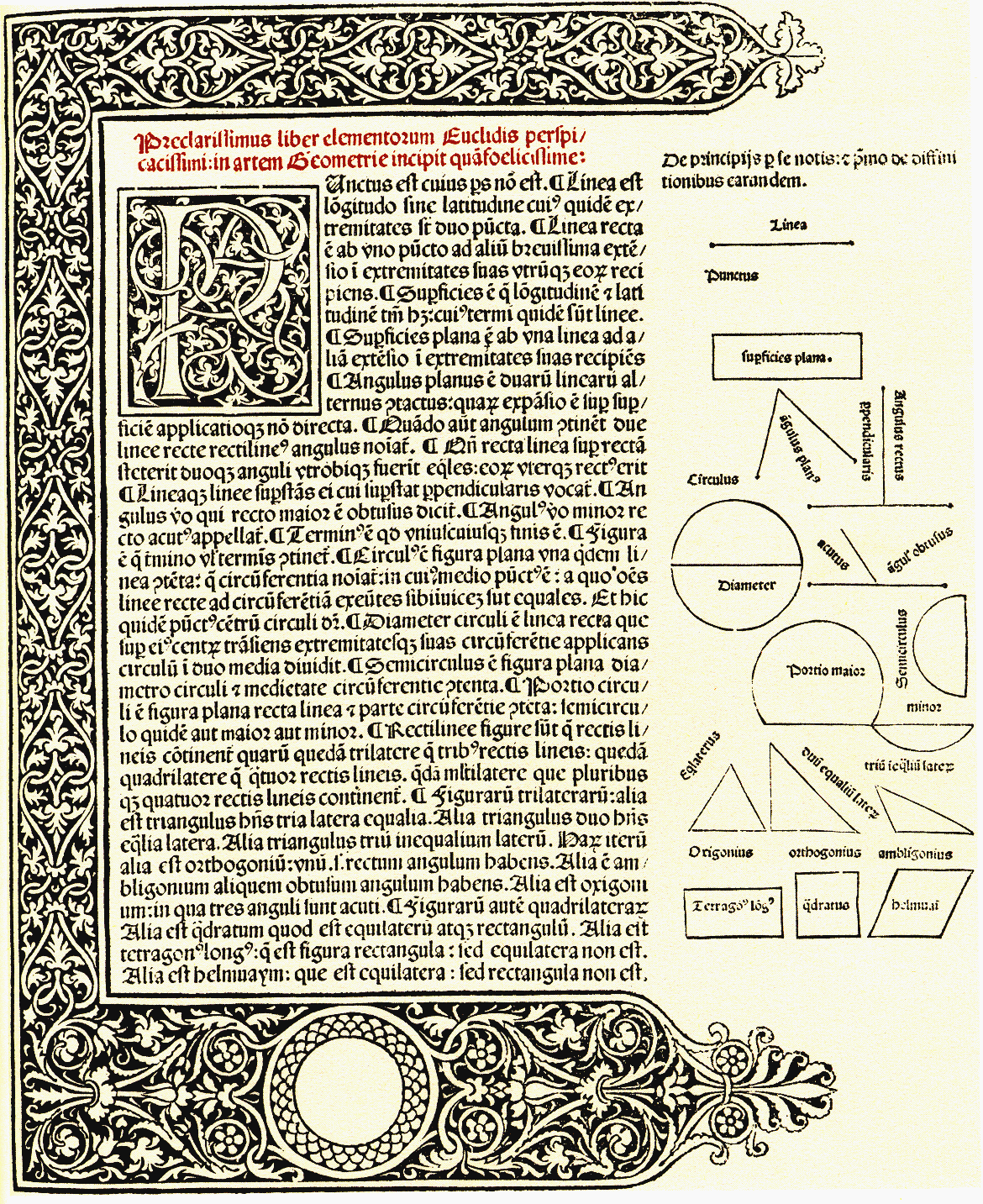
Elementa geometriae, Campano da Novara (1482)

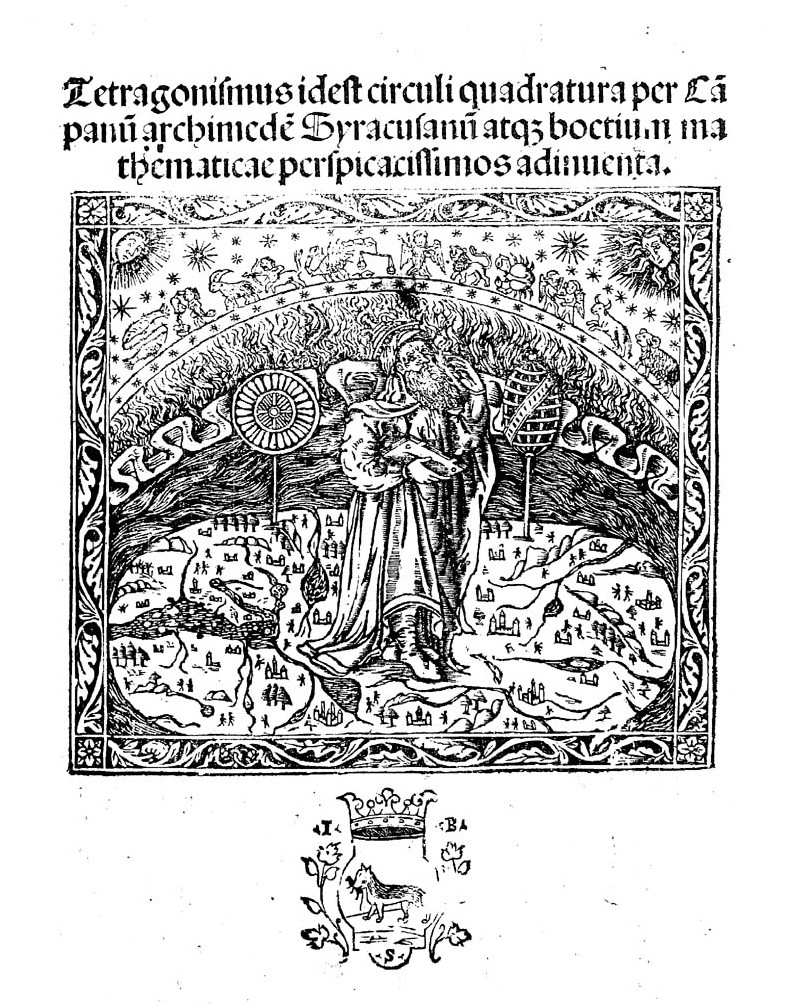
Tetragonismus idest circuli quadratura, 1503

Nel 1255 aveva pubblicato un'edizione latina degli Elementa geometriae di Euclide ed un importante commento all'opera, introducendo un sistema di calcolo degli angoli del pentagono. Il testo, in 15 libri, fu utilizzato per circa due secoli e sarà stampato a Venezia nel 1482 (Preclarissimus liber elementorum Euclidis). L'opera si basa su una traduzione in lingua araba dell'originale testo greco. Campano ebbe inoltre probabilmente presente la traduzione latina eseguita intorno al 1120 da Adelardo di Bath.
Fu cappellano di papa Urbano IV (in un documento delle Curia del 1261 pontificia se ne attesta la presenza e se ne parla come di uno dei quattro migliori matematici viventi) e medico personale di papa Bonifacio VIII e viaggiò in Arabia e in Spagna. Su ordine dello stesso Urbano IV (1261-1264) egli si occuperà anche di astronomia e realizzerà la Theorica Planetarum, nella quale descrisse geometricamente i moti dei pianeti e il modo per realizzare un planetario. I dati sui pianeti sono tratti dall'Almagesto e dalle Tavole Toledane dell'astronomo arabo Azarquiel (al-Zarqālī).
Dopo trent'anni di presenza nella curia pontificia a contatto con i maggiori filosofi naturali dell'epoca, raccolse un enorme patrimonio immobiliare, stimato alla morte da un ambasciatore aragonese in più di 12 000 fiorini: una ricchezza legata con ogni probabilità alla sua attività di medico. Negli ambienti curiali fu assai fortunata una benefica pillola da lui fabbricata, di cui poi si lesse la ricetta nel Breviarium Praticae. Si ricorda anche una sua splendida dimora presso Viterbo, in una zona di bagni termali, nella quale abitò negli ultimi anni della sua vita.
Di lui ci restano l'Abbreviatio equatorii planetarum, il Canon pro minutionibus et purgationibus, il Computus maior, il Tractatus de sphera, il De computo ecclesiastico, un Calendarium, i commenti ad Euclide e all'Almagesto. Secondo una recente ipotesi sarebbe a lui attribuibile anche lo Speculum astronomiae, importantissimo catalogo di opere astrologiche, che distingueva magia lecita dall'illecita. Da lui prende il nome un sistema di domificazione in astrologia. Gli è inoltre stato intitolato il cratere Campano, all'estremo sud-occidentale del Mare Nubium, sulla Luna.